# Place Saint-Nicolas-aux-Ondes
La place Saint-Nicolas-aux-Ondes (en alsacien : Niklaus Platz) est un espace de la Krutenau, quartier de Strasbourg, et bordé à la fois de nombreux bars, mais aussi d'enseignes de restauration rapide.
La place est agrémentée d'arbres, elle est régulièrement utilisée par des joueurs de pétanque.

## Origine du nom

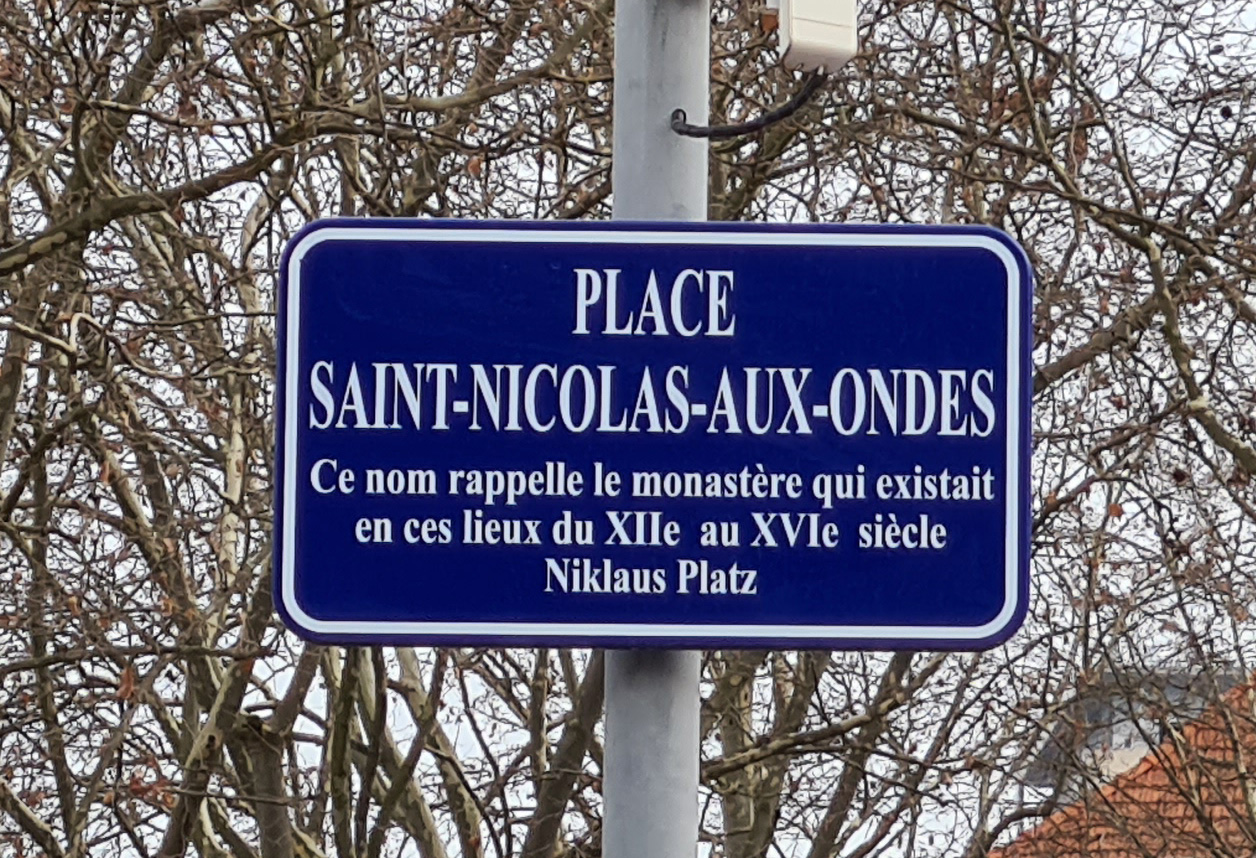
Plaque bilingue, en français et en alsacien.

La place a successivement porté les noms suivants : place de la Cavalerie (1814), St-Niclaus-Quartier (1817), place Saint-Nicolas (1856, 1918, 1945), Sankt-Niclausplatz (1872, 1940), place Saint-Nicolas-aux-Ondes (1972).
À partir de 1995, des plaques de rues bilingues, à la fois en français et en alsacien, sont mises en place par la municipalité lorsque les noms de rue traditionnels étaient encore en usage dans le parler strasbourgeois. Le nom de la place est ainsi sous-titré Niklaus Platz.

## Bâtiments remarquables

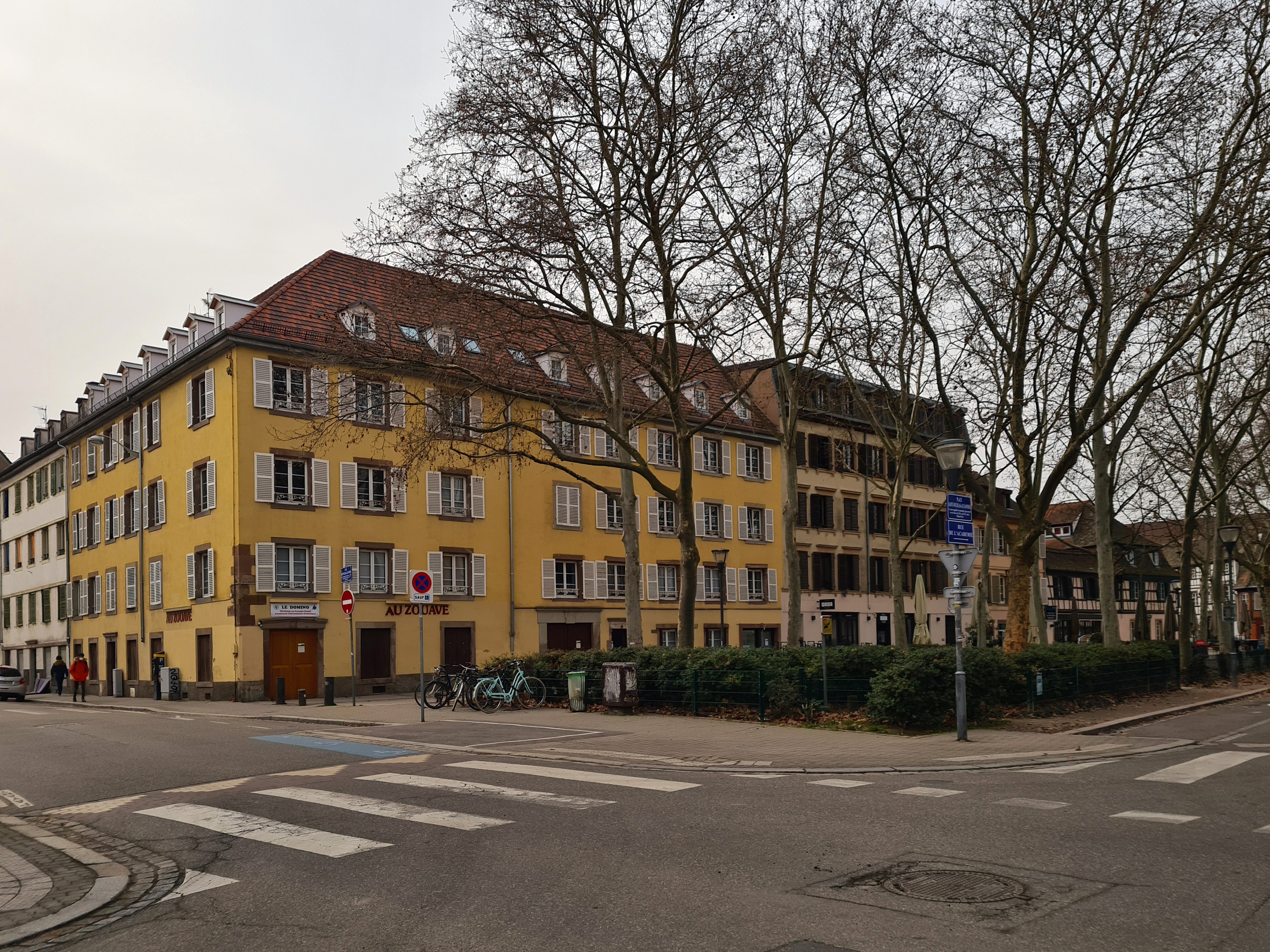
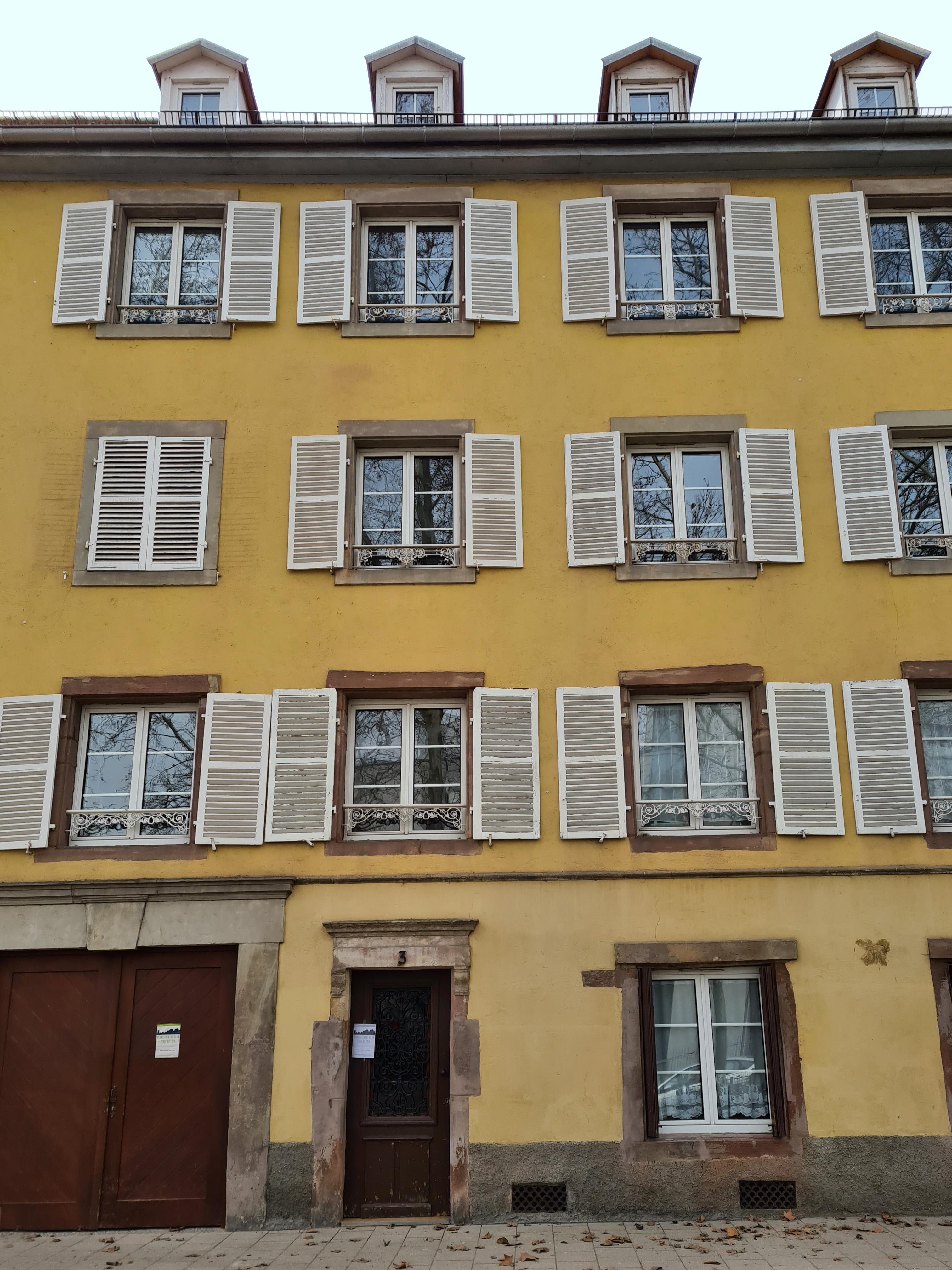
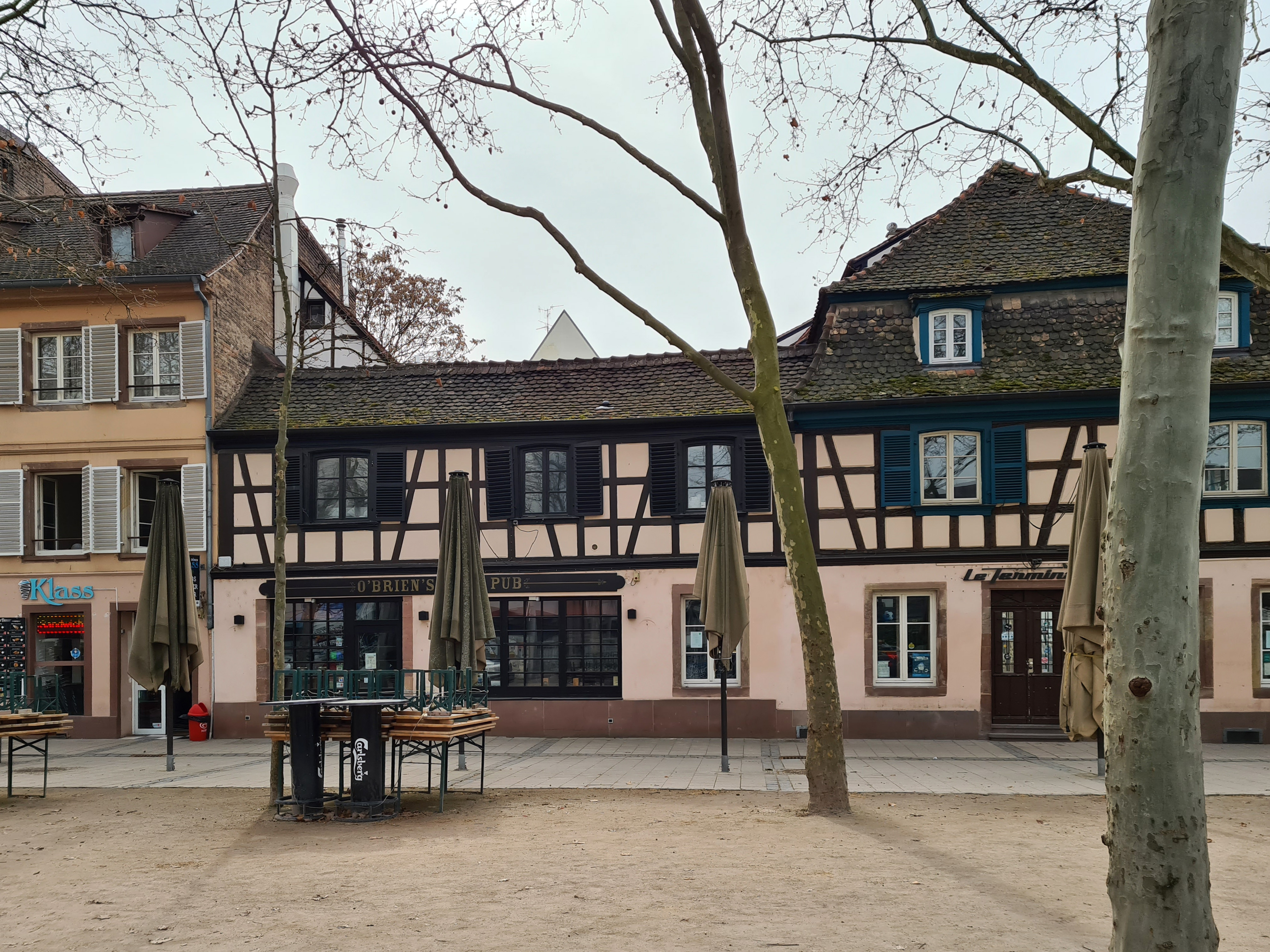
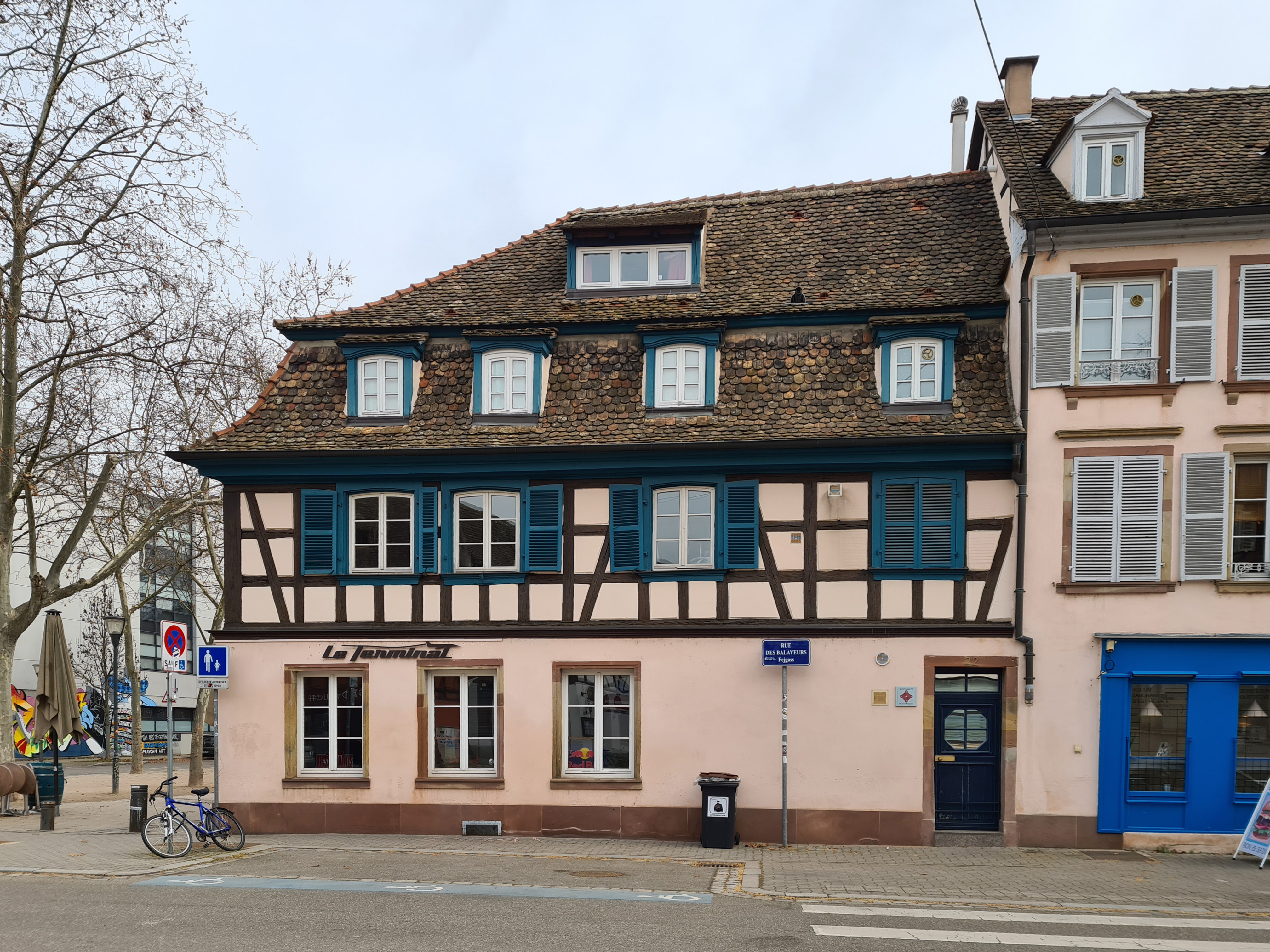